# Proton VPN
Proton VPN (ранее стилизовано как ProtonVPN) — условно-бесплатный сервис по поставке услуг виртуальной частной сети (VPN), управляемый швейцарской компанией Proton AG, которая также стоит за созданием Proton Mail. Согласно официальному веб-сайту, Proton VPN и Proton Mail имеют единую управленческую команду и технические ресурсы, а управление ими осуществляется из штаб-квартиры Proton в Женеве, Швейцария.

## Компания
Proton AG, компания, стоящая за ProtonVPN и сервисом электронной почты ProtonMail, поддерживается FONGIT (Fondation Genevoise pour l'Innovation Technologique — некоммерческий фонд, финансируемый Швейцарской федеральной комиссией по технологиям и инновациям) и Европейской комиссией.

## Технология
По состоянию на 28 мая 2022 года Proton VPN имеет в общей сложности 1786 серверов, расположенных в 63 странах. Все серверы принадлежат и управляются Proton VPN через сеть компании. Сервис доступен для Windows, MacOS, Android и iOS, а также имеет инструмент командной строки для Linux и может быть реализован с использованием протокола IPsec. Proton VPN также можно установить на беспроводной маршрутизатор.
Proton VPN использует OpenVPN (UDP/TCP) и протокол IKEv2 с шифрованием AES-256. Компания утверждает, что не ведёт журнал пользователей сервиса, а также защищает их от утечек WebRTC и DNS.
В январе 2020 года Proton VPN выпустила свой исходный код на всех платформах и поручила SEC Consult провести независимый аудит безопасности. В июле 2021 года Proton VPN добавил протокол WireGuard в качестве бета-версии.

## Оценки
В обзоре TechRadar за сентябрь 2019 года Proton VPN получил четыре с половиной звезды из пяти. В обзоре говорилось: «Сеть ProtonVPN небольшая, и во время тестирования у нас были некоторые проблемы с производительностью. Тем не менее, скорость, как правило, выше средней, приложения хорошо спроектированы, и мы должны приветствовать любое настоящее VPN, которое предлагает бесплатную неограниченную пропускную способность».
Обзор PC Magazine UK за февраль 2019 года оценил Proton VPN на 4 балла из 5, заявив: «Когда мы впервые рассмотрели Proton VPN, это был молодой сервис, стремящийся к расширению. Он, безусловно, сделал это, и теперь сервис определённо лучше. Неясно, сможет ли компания масштабироваться, чтобы соответствовать своим конкурентам, учитывая её строгие стандарты физической безопасности, но это всё размышления о будущем. В данный момент Proton VPN — это отличный сервис по непревзойденному диапазону цен».
Некоммерческая организация Privacy Guides, ранее называвшаяся PrivacyTools, разработала исчерпывающий список критериев VPN-провайдеров, чтобы объективно рекомендовать VPN. По состоянию на октябрь 2019 года этим критериям соответствовали только три VPN. Proton VPN — второй из трёх рекомендуемых VPN-сервисов.

## Давление
В мае 2022 года власти Индии пригрозили закрыть рынок для отказывающихся хранить персональные данные пользователей VPN-сервисов. Против нововведений выступили ряд крупных VPN-провайдеров, включая NordVPN, ExpressVPN и Proton VPN. Они выразили обеспокоенность новыми требованиями, посчитав их «атакой на личную жизнь пользователей».
2 июня 2022 года Роскомнадзор заявил, что в России ведётся работа по блокировке VPN-сервисов, в том числе Proton VPN, которые помогают обходить блокировки запрещённого в стране контента. Об этом ведомство заявило в ответ на запрос «Интерфакса» после того, как у российских пользователей возникли проблемы с подключением к VPN-сервису Proton.
В июле 2024 года, по требованию Роскомнадзора, Apple удалила Proton VPN из российского App Store.